# Розмова птахів

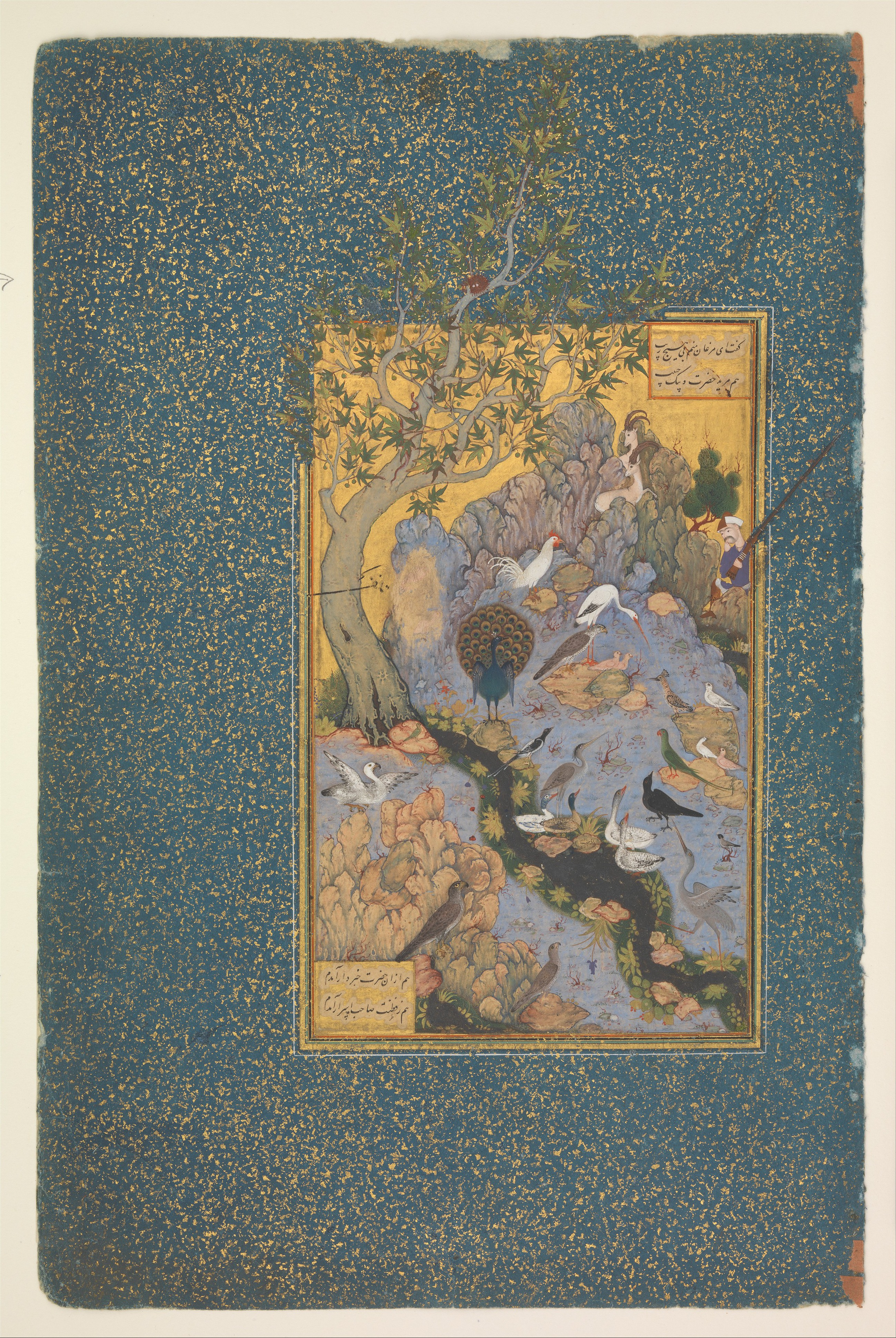
Сцена з "Розмови птахів" на перській мініатюрі. Одуд (в центрі праворуч), повчає інших птахів суфійським світоглядом.

Розмова птахів, також Мова птахів або Бесіда птахів (перс. منطق الطیر‎, Manṭiq-uṭ-Ṭayr, також відома як مقامات الطیور Maqāmāt-uṭ-Ṭuyūr; 1177) — один із визначних творів перської літератури, написаний суфійським поетом Фарідом уд-Діном Аттаром (відомим просто як Аттар). Назву поеми взято з Корану, 27:16, де сказано, що Сулайман (Соломон) і Давуд (Давид) знають "мову птахів" (manṭiq al-ṭayr).
За сюжетом поеми, птахи зібралися для того, щоб вирішити, хто буде їхнім царем. Після суперечок одуд пропонує їм знайти легендарного Сімурга, аби запропонувати йому цей титул. Одуд, як наймудріший серед птахів, очолює тих, що йдуть на пошуки Сімурга. Кожен із них символізує якусь ваду, що заважає людині досягти просвітлення. Птахи вирушають на пошуки житла Сімурга і для цього мають подолати сім долин. До кінця мандрівки залишається лише група із тридцяти птахів. Поема закінчується тим, що вони знаходять це житло, яким виявляється велике озеро; подивившись у води озера, птахи бачать у ньому лише власні відображення.